# Moratoire Hoover
Le moratoire Hoover était une déclaration publique publiée par le président américain Herbert Hoover le 20 juin 1931, qui pensait-il permettrait d’atténuer la crise économique internationale à venir, et donnerait du temps pour s’en remettre. La proposition de Hoover était de mettre en place un moratoire d'un an sur les paiements des réparations de la Première Guerre mondiale et sur d'autres dettes de guerre, en reportant les remboursements, ainsi que les intérêts. Beaucoup furent scandalisés par cette idée. Cette déclaration fut accueillie avec désapprobation par la France, ainsi que par de nombreux citoyens américains. Malgré cette réaction négative, il poursuivit pour obtenir le soutien de quinze pays au 6 juillet. Le moratoire fut approuvé par le Congrès en décembre.
Cependant, ce programme ne contribua pas beaucoup à ralentir le ralentissement économique en Europe. L'Allemagne fut prise dans une crise bancaire majeure, la Grande-Bretagne abandonna l'étalon-or (les États-Unis suivraient également en 1933 dans le cadre du programme du New Deal du président Franklin  Roosevelt) et la France veillerait à remettre à l’ordre du jour les paiements des réparations une fois que cette année de suspensions eut pris fin.
Un petit nombre parmi les anciens Alliés continuèrent à effectuer des paiements aux États-Unis après l'expiration du moratoire. Mais, en fin de compte, seule la Finlande était en mesure, et avait la volonté, de respecter pleinement ses obligations.